# Ljubija, Mozirje
Ljubija je naselje v Občini Mozirje. V bližini vasi se istoimenski potok (Ljubija) izliva v Savinjo. Vanj spada nekaj bolj ali manj oddaljenih zaselkov: Kolovrat, Preseka, Soteska.